# Sectio Brigensis
Die Sectio Brigensis ist eine 1843 in Brig gegründete Studentenverbindung im Schweizerischen Studentenverein.

## Die Gründung
1841 entstand der Schweizerische Studentenverein mit dem Ziel: «Pflege von Tugend, Wissenschaft und Freundschaft, nach Sitten und Glauben der Väter, im Sinn und Geist der katholischen Kirche, zum Frommen des Vaterlandes.» Die Bewegung erfasste auch die Studenten des Kollegiums Brig. Nachdem 1843 die Freiburger und die Schwyzer Sektion des StV’s mehrere Studenten des Briger Kollegiums aufgefordert hatten, eine Sektion des Schweizerischen Studentenvereins zu gründen, errichteten diese Ende des Jahres 1843 in Brig eine Studentenverbindung.
Die Gründer waren Leo Luzian von Roten (1824–1898) von Raron, später Ständerat und Staatsrat und romantischer Dichter, sein Bruder Hans Anton von Roten (1826–1895), ebenfalls Ständerat, Nationalrat und Präfekt von Raron, Peter Ludwig In-Albon (1832–1892) von Turtmann, nachmals Grossrat und Ständerat, Cäsar Perrig (1825–1864) von Brig, später Briger Regierungsstatthalter und Oberst. Franz Xaver In-Albon (1825–1896) von Turtmann, später Rektor der Kollegien von Brig und Sitten und Domherr, sowie der Bündner Luzius Anton Brügger (1821–1903), der Arzt in Thusis und Direktor des Kreuzspitals in Chur wurde.
Nicht alle waren von der Briger Vereinsgründung begeistert. Unter den Jesuiten im Kollegium regte sich Widerstand. Sie fürchteten eine Herausforderung der Katholikengegner, die dem Schweizerischen Studentenverein bereits den Namen «Jesuitenverein» angehängt hatten. Obwohl die Studenten ihren Verein unter dem Namen «Concordia-Verein» zu tarnen suchten, verbot die Kollegiumsleitung den Verein. Doch dieser bestand im Geheimen weiter.
Am 21. November 1844 konstituierte sich die Sektion mit Cäsar Perrig als Präsident. Einen Monat später verfügte die Kollegiumsleitung die Aufhebung der Sektion. Deren Mitglieder beschlossen, wohl oder übel, das Sektionsleben aufzugeben, aber treue Vereinsmitglieder zu bleiben. Adolph Escher (1822–1897), später Domherr und Präfekt des Kollegiums in Sitten, hielt den Briefwechsel mit den anderen Sektionen aufrecht. Die Sektion bestand im Untergrund weiter und konnte ab 1847 wieder ein einigermassen geregeltes Vereinsleben führen und am 10. Januar 1847 Statuten erlassen. Man hielt Vorträge, schrieb Abhandlungen, traf sich mit der Sektion Sitten, führte eine rege Korrespondenz, bis die Sonderbundswirren Ende 1846 jedes Vereinsleben gänzlich vernichteten.

## Die neue Brigensis
Obwohl das Zentralfest des Schweizerischen Studentenvereins im September 1852 in Brig mit viel Begeisterung über die Bühne ging, lebte die Briger Sektion jahrelang nicht mehr auf. Peter Josef Kämpfen (1827–1873), streitbarer Pfarrer und Publizist, animierte 1860 zu einer Neugründung. 1864 wurden Farben angeschafft. Im Februar 1865 ging auch der Wunsch nach einer eigenen Fahne in Erfüllung. Im gleichen Jahr wurden neue Statuten beraten, die 1869 revidiert wurden und bis 1917 galten. Sie wurden 1961, 1973 und 1980/81 neu gefasst.
Die Mitglieder schieden sich in Aktive, meist drei bis zehn, und in Kandidaten. Die Kasse wies einen Umsatz von ca. Fr. 100.- bis Fr. 200.- auf und schloss meist mit einem kleinen Einnahmenüberschuss. Die Geschichte der Brigensis bis Anfang der sechziger Jahre nahm eine gedeihliche Entwicklung. Grosse Umbrüche gab es nicht. Wohl hatten die Weltkriege von 1914 bis 1918 und 1939 bis 1945 auch gewisse Auswirkungen auf die Verbindung, im Allgemeinen aber verlief das Verbindungsleben in geordneten Bahnen: zu Semesterbeginn die Komiteewahlen, in der Regel jeden Monat ein allgemeiner Konvent mit Vorträgen, Diskussionen und Konferenzen.
Seit 1939 veranstaltet die Brigensis eine Weihnachtsfeier oder Adventsfeier, die im Laufe der Jahre das Gesicht etwas gewechselt hat. Am Fetten Donnerstag und früher am Fasnachtsdienstag fand der grosse Kommers statt. Bei Empfängen von Behördenmitgliedern und anderen offiziellen Anlässen trat die Verbindung in corpore oder mit einer Fahnendelegation auf. Die Zentralfeste in Brig, die Fahnenweihen und vor allem die 1944 mit grossem Pomp und einer Ansprache von Bundesrat Philipp Etter begangene Jahrhundertfeier waren markante Stationen im Leben der Brigensis. Ernst Zenklusen dichtete 1907 die Couleurstrophe. In seinem 1932 erschienenen Buch Bergmenschen erzählt er begeistert, wie das Lied entstand und erstmals gesungen wurde. Theophil Z’Brun verfasste die Fuxenstrophe. Kunstmaler Ludwig Werlen zeichnete 1909 für die Brigensis die erste Couleurkarte, der 1944, 1948 und später weitere folgten.